# British Independent Film Awards 2014

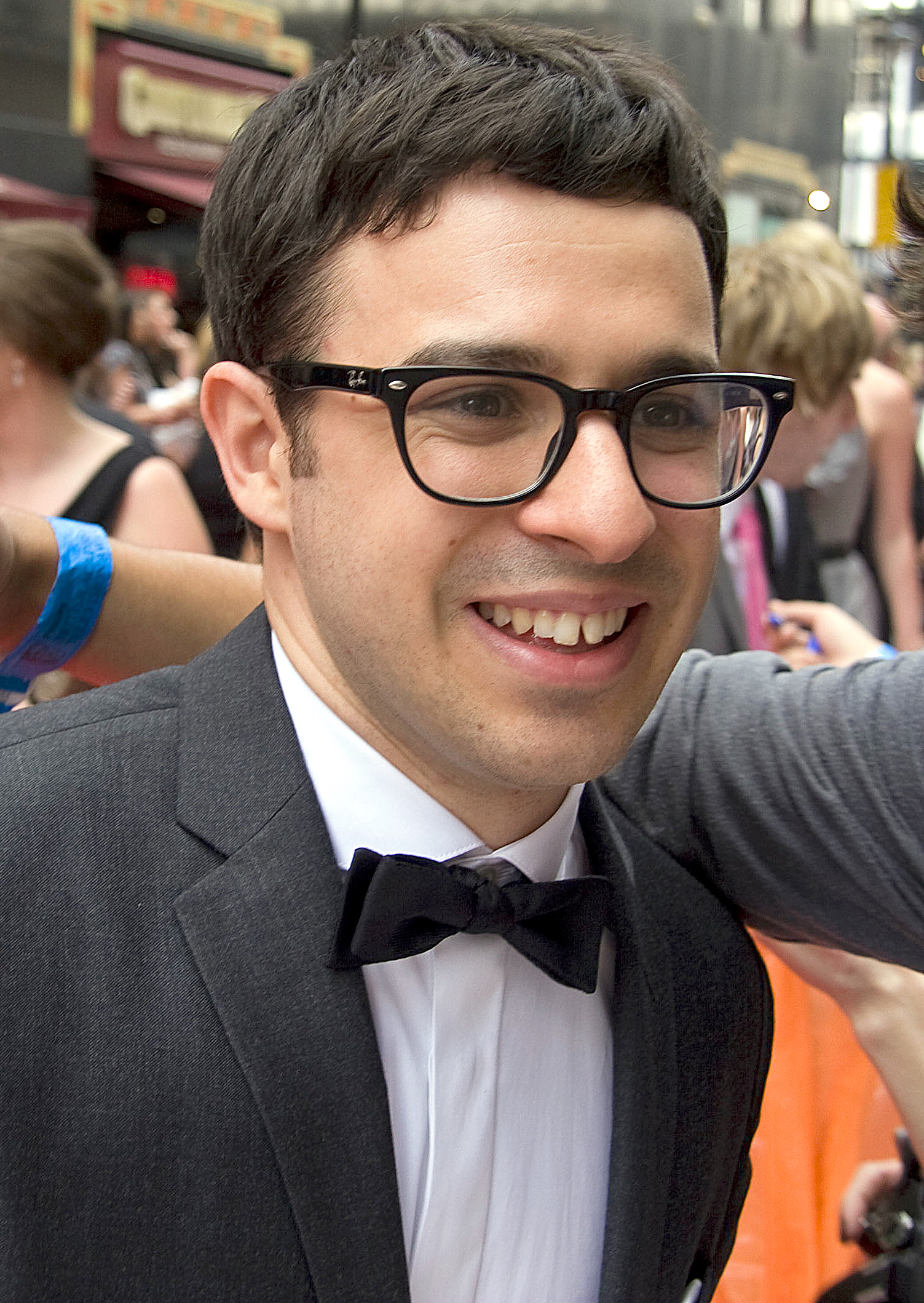
Simon Bird bei den British Academy Television Awards 2010

Die 17. Verleihung der British Independent Film Awards (BIFA) fand am 7. Dezember 2014 im Old Billingsgate in London statt. Moderiert wurde die Veranstaltung von dem Schauspieler, Drehbuchautor und Komiker Simon Bird.
Erfolgreichster Film des Abends war die britische Filmkomödie Pride von Regisseur Matthew Warchus, die bei sieben Nominierungen insgesamt drei Auszeichnungen gewinnen konnte.

## Jury
- Tom Hooper (Jury-Vorsitzender)
- Zawe Ashton
- Jon S Baird
- Sean Ellis
- Tinge Krishnan
- Shira MacLeod
- Tracy O’Riordan
- Jonathan Romney
- Thea Sharrock
- Luke Treadaway
- Stanley Tucci

## Nominierungen und Preise
| Preis                                | Originalbezeichnung                                          | Nominierungen | Preisträger                                            |
| ------------------------------------ | ------------------------------------------------------------ | --- | ------------------------------------------------------ |
| Bester britischer Independentfilm    | Best British Independent Film                                | - Calvary - The Imitation Game - Mr. Turner - Pride - '71 | Pride                                                  |
| Bester ausländischer Independentfilm | Best Foreign Independent Film                                | - Boyhood - The Babadook - Ida - Fruitvale Station - Blue Ruin | Boyhood                                                |
| Beste britische Dokumentation        | Best British Documentary                                     | - The Possibilities Are Endless - Virunga - Next Goal Wins - 20,000 Days on Earth - Night Will Fall                                                                                    | Next Goal Wins                                         |
| Bester britischer Kurzfilm           | Best British Short Film                                      | - Emotional Fusebox - Crocodile - Keeping Up With The Joneses - Slap - The Karman Line                                                                                                 | The Karman Line                                        |
| Bester Schauspieler                  | Best Performance by an Actor in a British Independent Film   | - Asa Butterfield für X+Y - Benedict Cumberbatch für The Imitation Game - Brendan Gleeson für Calvary - Jack O’Connell für '71 - Timothy Spall für Mr. Turner                          | Brendan Gleeson für Calvary                            |
| Beste Schauspielerin                 | Best Performance by an Actress in a British Independent Film | - Alicia Vikander für Testament of Youth - Cheng Pei Pei für Lilting - Gugu Mbatha-Raw für Belle - Keira Knightley für The Imitation Game - Sameena Jabeen Ahmed für Catch Me Daddy    | Gugu Mbatha-Raw für Belle                              |
| Bester Nebendarsteller               | Best Supporting Actor in a British Independent Film          | - Andrew Scott für Pride - Ben Schnetzer für Pride - Michael Fassbender für Frank - Rafe Spall für X+Y - Sean Harris für '71                                                           | Andrew Scott für Pride                                 |
| Beste Nebendarstellerin              | Best Supporting Actress in a British Independent Film        | - Dorothy Atkinson für Mr. Turner - Imelda Staunton für Pride - Maggie Gyllenhaal für Frank - Sally Hawkins für X+Y - Sienna Guillory für The Goob                                     | Imelda Staunton für Pride                              |
| Bester Newcomer                      | Most Promising Newcomer                                      | - Ben Schnetzer für Pride - Cara Delevingne für The Face of an Angel - Gugu Mbatha-Raw für Belle - Liam Walpole für The Goob - Sameena Jabeen Ahmed für Catch Me Daddy                 | Sameena Jabeen Ahmed für Catch Me Daddy                |
| Beste Regie                          | Best Director of a British Independent Film                  | - John Michael McDonagh für Calvary - Lenny Abrahamson für Frank - Matthew Warchus für Pride - Mike Leigh für Mr. Turner - Yann Demange für '71                                        | Yann Demange für '71                                   |
| Douglas Hickox Award                 | The Douglas Hickox Award                                     | - Matthew Wolfe und Daniel Wolfe für Catch Me Daddy - Hong Khaou für Lilting - Iain Forsyth und Jane Pollard für 20,000 Days on Earth - Morgan Matthews für X+Y - Yann Demange für '71 | Iain Forsyth und Jane Pollard für 20,000 Days on Earth |
| Bestes Drehbuch                      | Best Screenplay                                              | - Graham Moore für The Imitation Game - Gregory Burke für '71 - John Michael McDonagh für Calvary - Jon Ronson und Peter Straughan für Frank - Stephen Beresford für Pride             | Jon Ronson und Peter Straughan für Frank               |
| Beste Produktion                     | Best Achievement In Production                               | - Lilting - 20,000 Days on Earth - '71 - The Goob - Catch Me Daddy | The Goob                                               |
| Beste Technik                        | Best Technical Achievement                                   | - Chris Wyatt für '71 (Schnitt) - Dick Pope für Mr. Turner (Kamera) - Robbie Ryan für Catch Me Daddy (Kamera) - Stephen Rennicks für Frank (Musik) - Tat Radcliffe für '71 (Kamera)    | Stephen Rennicks für Frank (Musik)                     |
| The Raindance Award                  | The Raindance Award                                          | - Gregor - Luna - Keeping Rosy - Flim: The Movie - The Beat Beneath My Feet | Luna                                                   |

Weitere Preise
- Richards Harris Award für Emma Thompson
- Spezialpreis der Jury für John Boorman
- The Variety Award für Benedict Cumberbatch